# Lieutadès
Lieutadès là một xã ở tỉnh Cantal, thuộc vùng Auvergne-Rhône-Alpes ở miền trung nước Pháp.

## Dân số
| Năm | 1962 | 1968 | 1975 | 1982 | 1990 | 1999 | 2004 |
| --- | ---- | ---- | ---- | ---- | ---- | ---- | ---- |
| Dân số | 406  | 363  | 288  | 287  | 252  | 225  | 225  |
| From the year 1962 on: No double counting—residents of multiple communes (e.g. students and military personnel) are counted only once. |      |      |      |      |      |      |      |